# 12191 Воронцова
12191 Воронцо́ва (12191 Vorontsova) — астероїд головного поясу, відкритий 9 жовтня 1978 року.
Тіссеранів параметр щодо Юпітера — 3,357.